# Тайпе 101
Тайпе 101 (Taipei 101) е небостъргач, разположен в Тайпе, столицата на Тайван.
Има 101 етажа, височината му е 508 метра. На ниските етажи са разположени търговски центрове, на високите – офиси. От 2004 до 2010 година е най-високият небостъргач в света.
Строителството започва през 1999 година. Официалното откриване се състои на 31 декември 2004 година.
В този небостъргач се намират някои от най-бързите асансьори в света, производство на „Мицубиши Груп“. От 1-вия до 89-ия етаж се изкачват за 39 секунди, със скорост 63 км/час.
Стойността на сградата е 1,7 млрд. щ. дол. Зданието е облицовано със стъкло и алуминий, поддържано от 380 бетонни опори, които влизат на 80 метра в земята. Опасността от урагани и земетресения е намалена от огромен глобус-маховик, намиращ се между 87 и 91 етаж. По изчисления на инженерите сградата може да издържи на външни влияния и колебания 2500 години.
На 25 декември 2004 година сградата е изкачена от „Човека-паяк“ – Ален Робер. Преодолява височината за около 4 часа, но преди това той планира да изкачи „Тайпе 101“ за 2 часа.